# Beijnen
Beijnen (ook: Van Duijfhuijs Beijnen en: Koolemans Beijnen) is een Nederlands geslacht afkomstig uit Waalre.

## Geschiedenis
De stamreeks begint met de omstreeks 1650 geboren Christiaan Beijnen, schoolmeester te Waalre. Diens nazaat, apotheker Christiaan Beijnen (1784-1856), trouwde in 1810 met Agatha Sophia van der Graaff (1783-1851), dochter van Leendert van der Graaff en Maria Jannetta van Peursum; Maria Jannetta van Peursum (1749-1830) hertrouwde in  1792 met Gijsbertus Koolemans (1768-1841), welke laatste daardoor dus de stiefgrootvader werd van de kinderen van het echtpaar Beijnen-van der Graaff.
Een zoon van het echtpaar Beijnen-van der Graaff, apotheker Gijsbertus Johannes Willem Koolemans Beijnen (1818-1874), verkreeg in 1829 bij Koninklijk Besluit naamswijziging tot Koolemans Beijnen en werd zo de stamvader van de tak met die naam.

## Enkele telgen
Christiaan Beijnen (1784-1856), apotheker
- Dr. Laurens Reijnhard Beijnen (1811-1897), rector Stedelijk Gymnasium van Den Haag; trouwde in 1845 met Catharina Johanna Christina van Duijfhuijs (1814-1888)
  - Nicolaas Anne Frederik van Duijfhuijs Beijnen (1847-1931), kapitein, verkreeg in 1884 bij KB naamswijziging tot van Duijfhuijs Beijnen
- Gijsbertus Johannes Willem Koolemans Beijnen (1818-1874), apotheker
  - Christiaan Gijsbertus Laurens Koolemans Beijnen (1843-1891), steenfabrikant, lid gemeenteraad van Utrecht
    - Agatha Sophia Koolemans Beijnen (1881); trouwde in 1910 met prof. dr. Johan Lodewijk Benedictus Engelhard (1876), hoogleraar Verloskunde

  - Gijsbertus Johannes Willem Koolemans Beijnen (1848-1928), luitenant-generaal en historicus
    - Prof. Gijsbertus Johannes Willem Koolemans Beijnen (1874-1938), bijzonder hoogleraar Tropische geneeskunde
    - Laurens Rijnhard Koolemans Beijnen (1880-1947), voetballer bij het Nederlands bondselftal

  - Christiaan Beijnen (1849-1926), landhuishoudkundige
    - Ir. Laurens Rijnhart Beijnen (1896-1945), verzetsstrijder, vermoord door de nazi's

  - Jan Pieter Koolemans Beijnen (1854-1930), generaal-majoor
    - Elisabeth Arnoldina Koolemans Beijnen (1889-1947); trouwde in 1911 met Adrianus Rudolphus van den Bent (1883-1957), generaal-majoor, adjudant van koningin Juliana

  - Jeannette Maria Leonora Koolemans Beijnen (1857-1887); trouwde in 1886 met Antoon Lodewijk George Offermans (1854-1911), kunstschilder
  - Emma Wilhelmina Koolemans Beijnen (1859-1917); trouwde in 1882 met Fredericus Jacobus van Rossum du Chattel (1856-1917), kunstschilder
- Reinier Laurens Beijnen (1823-1864), econoom
  - Hendricus Johannes Beijnen (1857-1915), fruitteler
    - Anthonie Christiaan Beijnen (1899-1949), fruitteler en Olympisch roeier
- Leonardus Cornelis Beijnen (1826-1891), wethouder te Voorburg
  - Carolina Johanna Jacoba Beijnen (1859-1934); trouwde in 1882 met Jacob van Santen Kolff (1848-1896), letterkundige en musicus, en hertrouwde omstreeks 1898 met prof. dr. Max Eisenberg (1860-1911), hoogleraar Geneeskunde aan de universiteit van Berlijn
  - Jacoba Adriana Johanna Beijnen (1876-1959); trouwde in 1898 met Cornelis Marius Viruly, heer van Vuren en Dalen (1875-1938), koopman

Geslachten die opgenomen zijn in het sinds 1910 verschijnende genealogische naslagwerk Nederland's Patriciaat. Lijst volgens opgave van het CBG Centrum voor familiegeschiedenis.
A · B · C · D · E · F · G · H · I · J · K · L · M · N · O · P · Q · R · S · T · U · V · W · Y · Z